# 石潭村 (黄山市)
石潭村，是中华人民共和国安徽省黄山市歙县霞坑镇下辖的一个村级行政单位。

## 历史
石潭村创建于南宋建炎年间（1127年），始祖为吴启次子吴唯。吴启为唐代进士吴少微（663—749）16世孙。吴启长子吴延硕北上宣城，其曾孙吴七三在宝庆年间（1226年）渡江北上，定居合肥六家畈（今属肥东县长临河镇）。
石潭原为乡。1992年撤区并乡时，石潭乡并入霞坑乡，改为石潭村。

## 地理
石潭村位于霞坑镇东、昌溪乡北，村域面积0.2平方千米。地形以低山丘陵为主，海拔122—200米。村落沿华源河东西两岸建造屋舍。
2014年11月25日，石潭村列入第三批中国传统村落名录。

## 景点
石潭村的两座吴姓祠堂叙伦堂和春晖堂（一为宗祠，一为支祠）规模宏大，雕刻精美。2019年10月，石潭吴氏宗祠公布为全国重点文物保护单位。